# لينا سادلر
لينا سادلر (بالإنجليزية: Lena Sadler)‏ هي جَرّاحة وطبيبة أمريكية، ولدت في 9 يونيو 1875 في مقاطعة كالهون في الولايات المتحدة، وتوفيت في 8 أغسطس 1939 في شيكاغو في الولايات المتحدة بسبب مرض.